# Lauvitel
Lauvitel (fr. le Lauvitel, czasem również Lac Lauvitel lub Lac du Lauvitel) – jezioro w grupie górskiej Écrins w Alpach Delfinackich we Francji. Leży w granicach Parku Narodowego Écrins.

## Położenie
Jezioro leży w gminie Vénosc w regionie Oisans. Położone jest  w krótkiej dolinie Lauvitel, stanowiącej boczną (odchodzącą ku południu) odnogę doliny Vénéon, w północno-zachodniej części grupy Écrins. Dolinkę otaczają szczyty: Rochail (3023 m n.p.m.), Signal du Lauvitel (2902 m n.p.m.), Pic du Clapier du Peyreon (3169 m n.p.m.), Tête de la Muraillette (3019 m n.p.m.) i Aguille de Vénosc (2829 m n.p.m.). Lustro wody leży na wysokości średnio 1491 m n.p.m..

## Nazwa
Nazwa jeziora Lauvitel jest złożeniem słów lau, oznaczającego „jezioro” oraz vitel, oznaczającego „wodę”. Dlatego poprawną formą wydaje się być Lauvitel, chociaż spotykane są też formy Lac Lauvitel lub Lac du Lauvitel (mające jednak cechy pleonazmu).

## Charakterystyka
Lauvitel jest największym naturalnym zbiornikiem wodnym zarówno w Parku Narodowym Écrins, jak i w całej grupie Écrins. Wbrew temu, co można by sądzić, nie jest w czystej formie jeziorem karowym, chociaż jest jeziorem polodowcowym. Powstało ok. 4 tys. lat temu, kiedy masy skalne, pochodzące ze stoków masywu Rochail, osunęły się prawdopodobnie na morenę czołową i samo czoło niewielkiego lodowca, wypełniającego wówczas górną część dolinki. Po stopieniu się lodowca utworzyło się w tym miejscu jezioro, zasilane drobnymi ciekami wodnymi z okolicznych stoków, a wiosną topniejącymi śniegami. Jezioro nie posiada powierzchniowego odpływu. Nadmiar wody przesącza się przez zaporę, budowaną z wielkich bloków skalnych i nie do końca szczelną, po czym wypływa w formie wyraźnych źródeł u jej podstawy. Stąd znaczne sezonowe wahania zarówno powierzchni lustra wody w jeziorze, jak i jej głębokości. Powierzchnia ta waha się zwykle w granicach 25–35 ha, a głębokość w granicach 40–65 m. Maksymalna powierzchnia wynosi 37,2 ha, a maksymalna głębokość 68 m. Objętość wody w jeziorze jest wówczas szacowana na ok. 6,8 milionów m³.
Jezioro wraz z otaczającymi je zboczami doliny stanowiło od dawna własność prywatną. Tereny te były wynajmowane miejscowej bogatej burżuazji jako tereny łowieckie. Jezioro zostało w początkach XX w. sztucznie zarybione i także udostępniane jako płatne łowisko. Również obecnie możliwy jest tu sportowy połów ryb – łowiskiem gospodaruje prywatne stowarzyszenie wędkarskie (La Société de pêche privée du Lauvitel).
Wody jeziora są czyste, chłodne i mocno natlenione. Występują w nich pstrąg potokowy oraz palia alpejska (osiadła forma golca zwyczajnego) pochodzące ze sztucznych zarybień oraz szereg innych organizmów żywych (głównie bezkręgowce). Jezioro jest od szeregu lat przedmiotem rozległych badań z zakresu hydrologii, geologii, biologii itp.

## Turystyka
Jezioro jest dostępne dla turystów. Prowadzi do niego znakowana ścieżka z przysiółka Danchère w miejscowości Vénosc (gmina Les Deux-Alpes), która umożliwia dojście (w ok. 1,5 h) do zamykającej je zapory. Co roku jest odwiedzane przez ok. 30 tys. turystów.